# Východní Bělorusko
Východní Bělorusko je historická oblast, která obvykle odkazuje na tu část Běloruska, která byla součástí Sovětského svazu v letech 1919—1939, na rozdíl od západní Běloruska, které bylo v té době součástí Druhé polské republiky.
Území bylo v letech 1919—1920 známé jako Sovětská socialistická republika Bělorusko (SSRB) a v letech 1920—1939 nesla jméno Běloruská sovětská socialistická republika (BSSR).
V roce 1939 bylo západní Bělorusko po sovětské invazi do Polska připojeno k SSSR a stalo se součástí Běloruské sovětské socialistické republiky.